# ヘルマン・ハーケン
ヘルマン・ハーケン（Hermann Haken, 1927年7月12日 - 2024年8月14日）は、ドイツの物理学者。シュトゥットガルト大学の理論物理学教授を務めた。多要素系の協同現象の理論であるシナジェティクス (synergetics, Synergetik) の提唱で知られる。ハーマン・ハーケンとも書かれる。

## 経歴
ライプツィヒに生まれ、エアランゲン大学で数学を専攻した後、アメリカのベル研究所などに滞在し、1960年よりシュトゥットガルト大学で理論物理学の教授に就任した。 統計力学、群論、非線形光学（特にレーザー物理学）、固体物理学を専門としたが、とりわけシナジェティクスの理論を創出し、関連する書籍を多数著したことで知られている。
レーザーの研究を通じて多数の要素が相互作用しあうときに働く協同現象をより一般的な事象として抽象化し、自己組織化のひとつの原理としてシナジェティクスを提唱した。シナジェティックとは協同作用を意味し、シナジー（synergy, 相乗効果）と語源を共にする。レーザーにおいては、はじめは個々の励起と光の放出をばらばらに繰り返す多数の原子が、誘導放出によって、ある条件の下ではやがてそれらが自ら生成したレーザー光の波に同期するように隷属（スレーヴ）する。ハーケンは、時間スケールの短い下のレベルを創発された時間スケールの長い上のレベルが支配するようになり、結果として少数の自由度のみが生き残ることを隷属化原理 (enslaving principle) と呼び、化学反応や生物系、社会現象にも同様の原理に基づく現象が見出されると主張した。 
2024年8月14日に死去。97歳没。

## 邦訳のある主要著作
- 『協同現象の数理 — 物理，生物，化学的系における自律形成』牧島邦夫・小森尚志訳 東海大学出版会 (1981) ISBN 4486005228, Synergetics: An Introduction Nonequilibrium Phase Transitions and Self-organization in Physics, Chemistry and Biology.
- 『シナジェティクスの基礎 — 不安定性の階層＝システムとデバイスの自己組織化』斎藤信彦他訳 東海大学出版会  (1986) ISBN 448600888X, Advanced Synergetics: Instability Hierarchies of Self-organizing.
- 『自然の造形と社会の秩序』高木隆司訳 東海大学出版会 (1987) ISBN 4486008464, Erfolgsgeheimnisse der Natur: Synergetik, die Lehre vom Zusammenwirken.
- 『脳機能の原理を探る — 非平衡協同現象としての脳神経活動・行動・認識』奈良重俊・山口陽子訳 シュプリンガー・フェアラーク東京 (2000) ISBN 4431708413, Principles of Brain Functioning: A Synergetic Approach to Brain Activity, Behavior and Cognition.
- 『情報と自己組織化 — 複雑系への巨視的アプローチ』奈良重俊訳 シュプリンガー・フェアラーク東京 (2002) ISBN 4431710019, Information and Self-organization: A Macroscopic Approach to Complex Systems.